# Marie von Rokitansky
Marie von Rokitansky-Weis, Edle von Ostborn (13. Jänner 1848 in Wien – 6. November 1924 in Graz) war eine österreichische Kochbuchautorin und Verfasserin des populären Kochbuches Die österreichische Küche, erstmals publiziert 1897.

## Leben und Werk
Marie von Rokitansky wurde als Tochter des Oberfinanzrates Joseph Weis, Ritter von Ostborn (1806–1904) und von Karoline Weis von Osborn geboren. Ihr Vater betätigte sich als dilettierender Geiger. Sie heiratete 1869 ihren Cousin Prokop Lothar Freiherr von Rokitansky (1843–1928), einen Arzt. Ihr Schwiegervater Carl von Rokitansky (1804–1878) war ein bekannter Pathologe, Politiker und Philosoph. Ihre Schwiegermutter und zugleich Tante, Schwester ihres Vaters, Marie Anna (1806–1888), war als Sängerin in Erscheinung getreten. Zwei Brüder ihres Ehemannes (Hans und Viktor) wurden Opernsänger, ein weiterer Schwager war ebenfalls Arzt. Ihr Ehemann, ein überzeugter Deutschnationaler, wurde 1877 als Ordinarius für Innere Medizin an die Medizinische Klinik in Innsbruck berufen.
Die Ehe blieb kinderlos. In Innsbruck veröffentlichte Marie von Rokitansky 1897 ihr Kochbuch und betätigte sich auch karitativ. Sie wollte sich mit dem Buch nützlich machen, indem sie versuchte „jungen Hausfrauen, denen daran liegt, eine gute, schmackhafte, nicht allzu verkünstelte Zubereitung der Speisen durchzuführen, ein verläßlicher Ratgeber zu sein“. Das Kochbuch ist zugleich ein Beweis der Weltgewandtheit der Autorin als auch ihres Selbstbewusstseins, stellte sie doch darin die von ihr kreierte Rokitansky-Torte vor, eine exotische Schichttorte mit viel Obersschaum und Vanille, Erdbeeren-, Marillen- und Himbeeren-Salse, einer Schicht Datteln und darüber fein gehackten Pistazien. Das Buch ist umfangreich und ausführlich, es umfasst 613 Seiten einschließlich des ausführlichen Registers, welches allein 46 Seiten beansprucht. Die Autorin gibt einen Überblick über die gebräuchlichen Begriffe und das zu verwendende Kochgeschirr, zeigt auf zwei Tafeln Kräuter und Schwämme, auf zwei weiteren Fische und dekliniert die Kochkunst von den Suppen bis zum Gefrorenen, wobei die Grenzen zwischen gutbürgerlicher und ländlicher Küche nicht immer streng gezogen wurden. Das Buch, welches 550 Rezepte und auch Umrechnungstabellen von Seidel, Lot und Pfund auf metrische Maße enthält, wurde in Wien und Paris ausgezeichnet und immer wieder nachgedruckt, mit zumindest 14 Auflagen bis 1929, zuletzt 2011 in einem Reprint. Es ist ihrer Mutter gewidmet.
Am 22. Oktober 1898 gründete sie in Innsbruck einen Frauenverein für Krippenanstalten und wurde zu dessen Präsidentin gewählt, nachdem sie im Vorfeld bereits ein ansehnliches Vermögen für den Verein gesammelt hatte. Anlass für die Wohltätigkeitsarbeit war das 50-jährige Regierungsjubiläum des Kaisers. Der Verein kaufte das sogenannte Spielmannschlössl (Denkmallisteneintrag) in der Höttinger Au, um dort eine Krippe zu eröffnen, den Müttern die Erwerbstätigkeit zu ermöglichen und die Kinder vor „Verwahrlosung“ zu retten. Aufgenommen wurden Kinder im Alter von zwei Wochen bis drei Jahren. Eröffnet wurde die Krippe bereits am 12. Dezember 1898. In Anwesenheit von lokaler Prominenz aus Gesellschaft, Politik, Wirtschaft und Wissenschaft unterstrich die Baronin, dass „durch sorgsamste Pflege und beste Ernährung der Grund gelegt werden soll zu jener festen und unerschütterlichen Gesundheit, die sie in den späteren Tagen geeignet macht, siegreich den oft so harten, mühevollen Kampf ums Dasein zu bestehen.“
In der Nachkriegszeit geriet der Verein in finanzielle Schwierigkeiten und musste Haus und Krippe der Stadt Innsbruck übergeben.

## Zitat
„Die zur Führung eines Haushaltes notwendigen Kenntnisse sollen jedem Mädchen – sei es arm oder reich, wird es durch Verheiratung in kleine oder große Verhältnisse versetzt – geläufig sein. Sie umfassen die Kochkunst, die Fertigkeit in allen weiblichen Handarbeiten, die Fähigkeit, die häusliche Ordnung und Reinlichkeit aufrecht zu erhalten und nicht zuletzt die richtige Sparsamkeit. Ohne diese Kenntnisse ist der gewiß schöne und lohnende Beruf als Hausfrau, die einen so großen Einfluß auf das Behagen der ganzen Familie ausübt, nicht zu erfüllen.“

## Buchpublikation

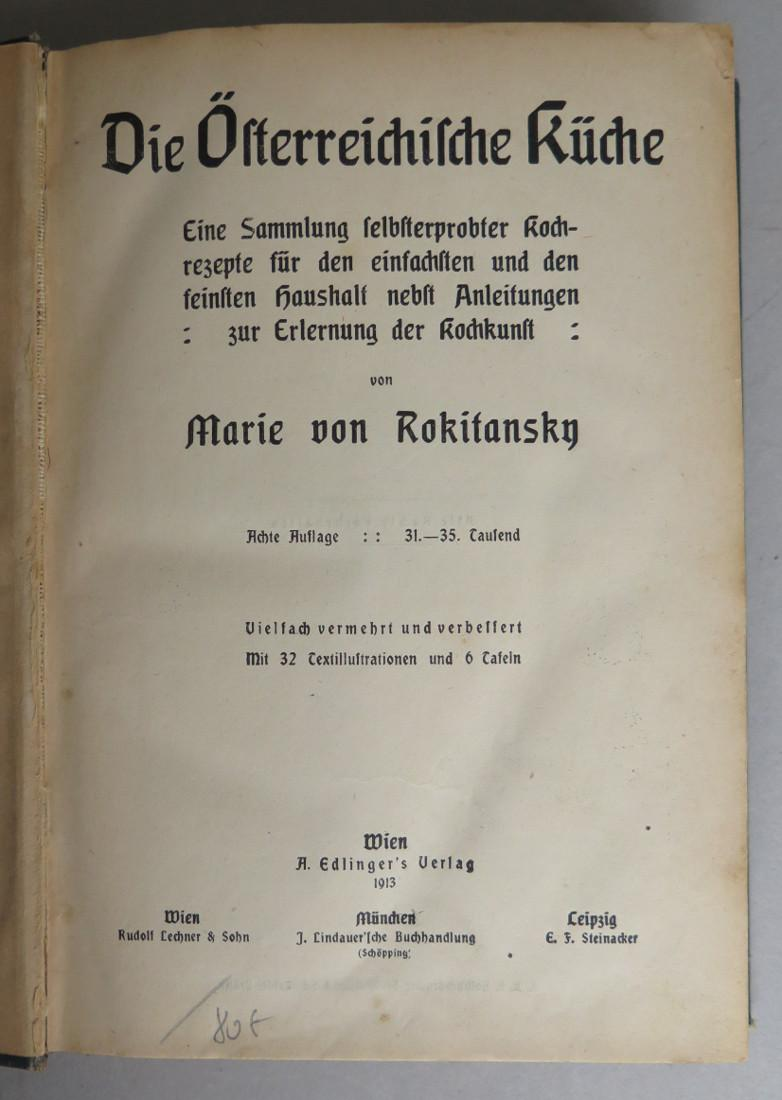
Titelblatt (1913)

- Die Österreichische Küche. Eine Sammlung selbsterprobter Kochrezepte für den einfachsten und den feinsten Haushalt nebst Anleitungen zur Erlernung der Kochkunst. Edlinger [u. a.], Innsbruck 1897.

## Auszeichnungen
- 1899 Große Medaille mit der Goldpalme, Kochkunst-Ausstellung in Wien
- 1900 Goldene Medaille, Kochkunst-Ausstellung in Paris